# Chippa United FC
Chippa United Football Club, oft als Chili Boys oder Chippa bekannt, ist ein südafrikanischer Fußballverein mit Sitz in Gqeberha in der Provinz Ostkap, nachdem er zuvor im Vorort Nyanga der Stadt Kapstadt beheimatet war. Die erste Mannschaft des Vereins spielt in der Saison 2020/21 in der Premier Division der Premier Soccer League. Die meisten Heimspiele werden im Nelson-Mandela-Bay-Stadion ausgetragen, während andere Spiele im Sisa-Dukashe-Stadion in East London stattfinden.
Der Verein befindet sich im Besitz des Unternehmers Chippa Mpengesi.

## Geschichte
Der Verein wurde im Januar 2010 gegründet, als Chippa Mpengesi die Vodacom-Liga-Lizenz des in Paarl ansässigen Vereins Mbekweni Cosmos für 400.000 Rand erwarb. Die erste Saison von Chippa United war sehr erfolgreich: Der Verein gewann die drittklassige Western Cape Vodacom League und anschließend das Aufstiegsturnier, und gelangte so in die National First Division.
Der Verein beendete seine Debütsaison in der National First Division auf dem zweiten Platz hinter University of Pretoria FC und schaffte im Juni 2012 über die Playoffs den Aufstieg in die Premier Division, der höchsten Spielklasse. Chippa setzte in der PSL-Saison 2012/13 fünf Trainer ein und belegte am Ende Platz 15 und stieg nach dem Scheitern in den Playoffs ab. In der Saison 2013/14 gelang der direkte Wiederaufstieg durch den Gewinn der National First Division.

## Erfolge
- Sieger der National First Division 2013/14

## Trainer
- Ernst Middendorp (2015)